# Gongora alfieana
Gongora alfieana là một loài thực vật có hoa trong họ Lan. Loài này được R.Rice mô tả khoa học đầu tiên năm 1998.